# Searsia dentata
Searsia dentata är en sumakväxtart som först beskrevs av Carl Peter Thunberg, och fick sitt nu gällande namn av Fred Alexander Barkley. Searsia dentata ingår i släktet Searsia och familjen sumakväxter. Inga underarter finns listade i Catalogue of Life.